# Хвостов Дмитро Григорійович
Дмитро Григорійович Хвостов (рос. Дмитрий Григорьевич Хвостов, 21 серпня 1989) — російський баскетболіст, олімпійський медаліст.

## Виступи на Олімпіадах
| Олімпіада   | Дисципліна | Місце |
| ----------- | ---------- | ----- |
| Лондон 2012 | баскетбол  | 3     |

## Зовнішні посилання
- Досьє на sport.references.com [Архівовано 15 грудня 2012 у Wayback Machine.]